# Suessonien
Le Suessonien est une division stratigraphique synonyme de l'Éocène inférieur (Cénozoïque), dont l'emploi n'est plus recommandé.
Cet étage a été défini en 1852 par Alcide d'Orbigny, d'après les lignites du Soissonnais. Il tire d'ailleurs son nom de Suessonium, nom latin de Soissons,.
C'est dans le Suessonien qu'est exploité le phosphate nord-africain, sa première découverte ayant été réalisée par Philippe Thomas en 1885.